# 戸田競艇場
戸田競艇場（とだきょうていじょう）は、埼玉県戸田市戸田公園にある競艇場である。通称は、戸田競艇、戸田ボート（2009年まで）、BOAT RACE戸田（ボートレースとだ）。

## 概要

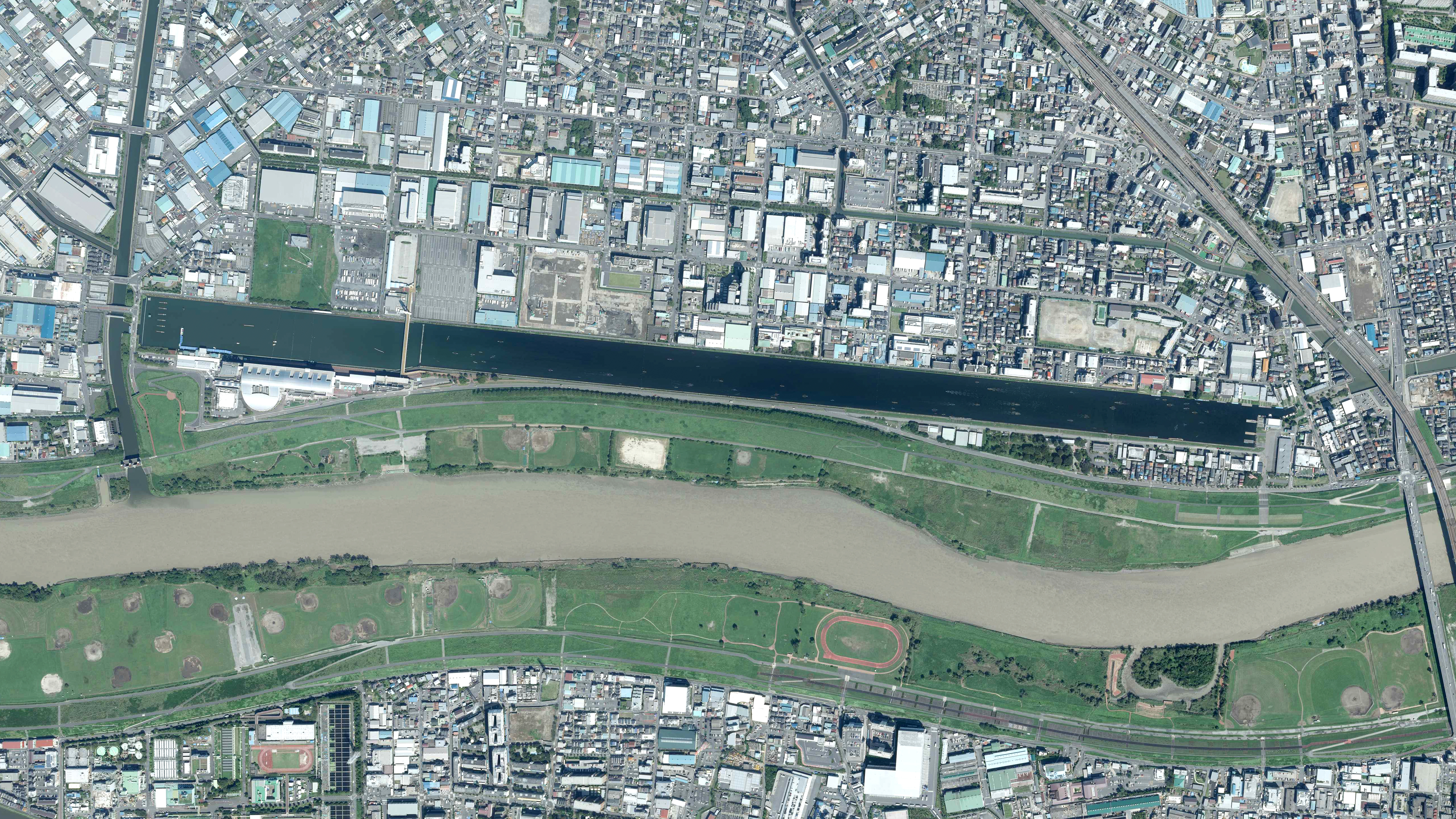
戸田競艇場周辺の空中写真。2019年9月10日撮影の2枚を合成作成。。

戸田公園内のローイング競技（ボート競技）コース・戸田漕艇場の西端にあり、漕艇場を含めた水面は1940年東京オリンピックのために整備されたものである。後に1964年（昭和39年）の東京オリンピックでボート競技の競技会場となったため1962年（昭和37年）から開催が休止され、一時は当時の公営競技を取り巻く状況から再開が危ぶまれたが、1965年（昭和40年）より再び開催されている。
施行者は地元の戸田市等を含む戸田ボートレース企業団と、県庁所在地のさいたま市等を含む埼玉県都市ボートレース企業団である。
マスコットキャラクターは「ウインビー」と恋人の「ウインク」。「勝利(WIN)を呼ぶビーバー」という意味で「ウインビー」と名付けられた(ウインクの名前は一般公募で決定)。
実況はオフィス・ケイ・ステーションの二宮淳一および白石裕大が担当している。以前は北嶋興・堂前英男・吉原完が担当していた。
テレビ埼玉では、埼玉県内の公営競技のダイジェスト番組「BACHプラザ」が毎日放送され、戸田競艇開催時（前検日から最終日まで）は全レースの結果と最終2-3レースの出走表が放映されている。2016年（平成28年）度より番組内から全ての競艇枠が無くなったが、2018年4月より再び戸田競艇の情報が放映されるようになった。
2008年（平成20年）以降、8月下旬の週末に行われる戸田ふるさと祭りの会場として使用されている。選手会埼玉支部も参加し、ペアボート試乗会やチャリティーオークションなどを行う。

## 施設の特徴
ガラス張りの大きなスタンドを有し、場内には吉野家をはじめとしたフードコートやゲームセンター、床屋等の施設もある。大きなイベントホールがあり、レース開催時には頻繁に歌謡ショーやアイドルイベントが開催され、SGやGI等では選手紹介や優勝戦出場選手インタビュー、優勝者表彰式がある。また、1A投票所前にミニステージ「Riva」が設置されており、選手のトークショーや、優勝戦出場選手インタビュー、優勝者インタビューを行なっているほか、平時はYouTubeの予想トーク番組「WINWIN LIVE 戸田」が放映されている。1階メディアギャラリーでは、JLCのグッズ販売および戸田競艇場のファンクラブ『TODACLUB』事務局、シルバーカードの発行を行っている。
展示時およびレース時には、現在走っている艇のエンジン音を館内にも流すため、館内でも臨場感のある観戦が楽しめる。特別観覧席は、500円、1000円、2000円の3種類の席があり、いずれもフリードリンク。
開放型の旧館スタンドも残されているが、2005年（平成17年）の耐震改修工事により、4階、5階部分が撤去された。
かつては対岸に大型映像装置2面と3連単一括表示のオッズ盤が設置されていたが、2024年（令和6年）3月にオッズ盤部分は2画面表示の大型映像装置に改修され、それに伴い既設の大型映像装置2面が3連単オッズ専用となった。レース中継では最終周回のバックストレッチで先頭艇・2位航走艇・3位航走艇が字幕つきのアップで映し出される。
スタンドから見てちょうど対岸の位置にTBSラジオの戸田送信所があり、中波送信用のアンテナ鉄塔が立つ。このため場内のテレビは強力な電波干渉による画像異常を防止する必要があり、電磁シールドを強化した収納箱に収められ、その影響で場内テレビの画面はやや暗く見える。
場内では、周回展示・発売締切5分前・3分前・1分前と発売開始・締切のBGMは独自のオルゴール調のものを使用している。払戻金のチャイムもメロディとなっている。締切1分前のBGMはJLCの戸田単独中継時の場外締切3分前のBGMとしても使われる。

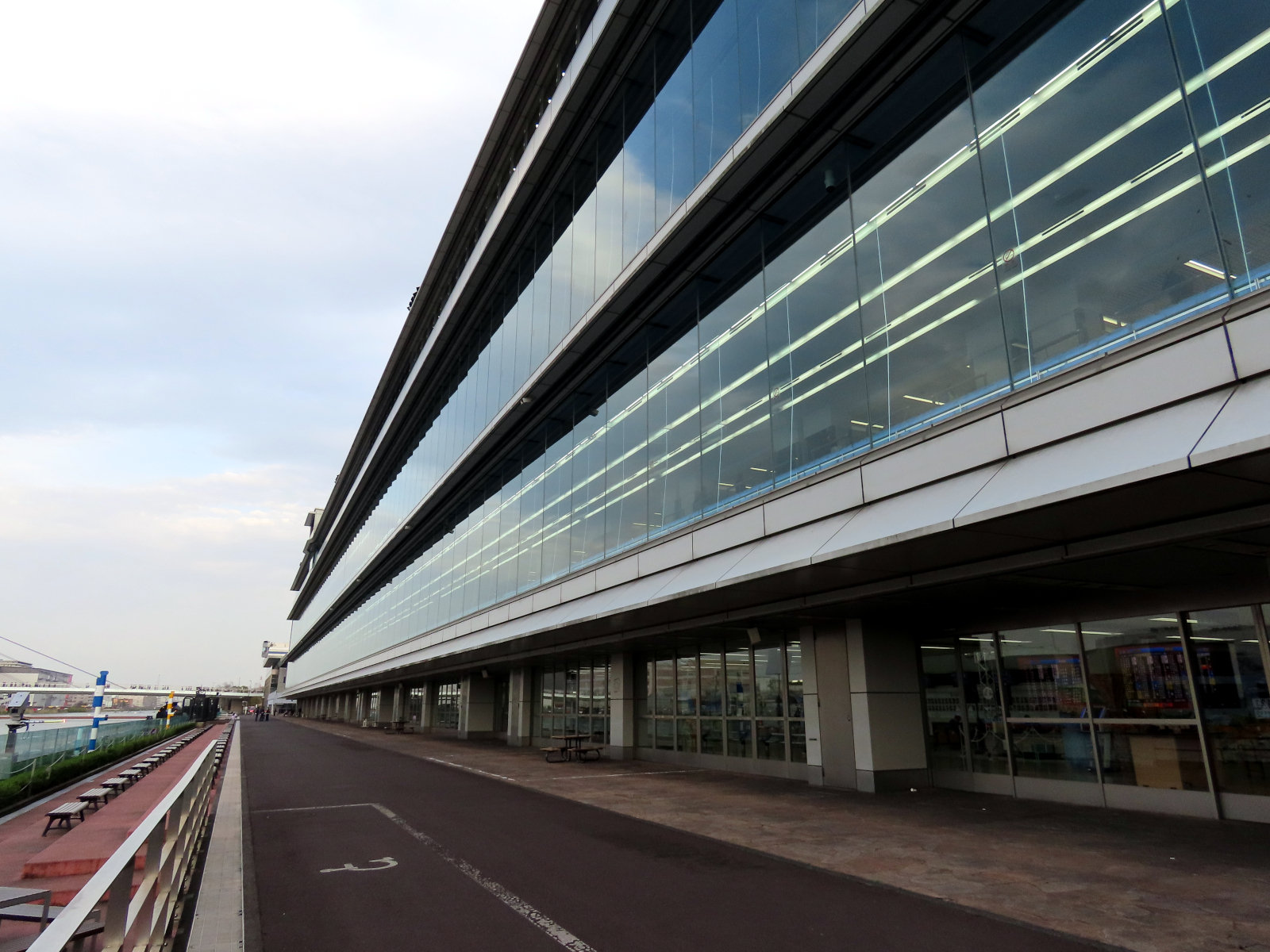
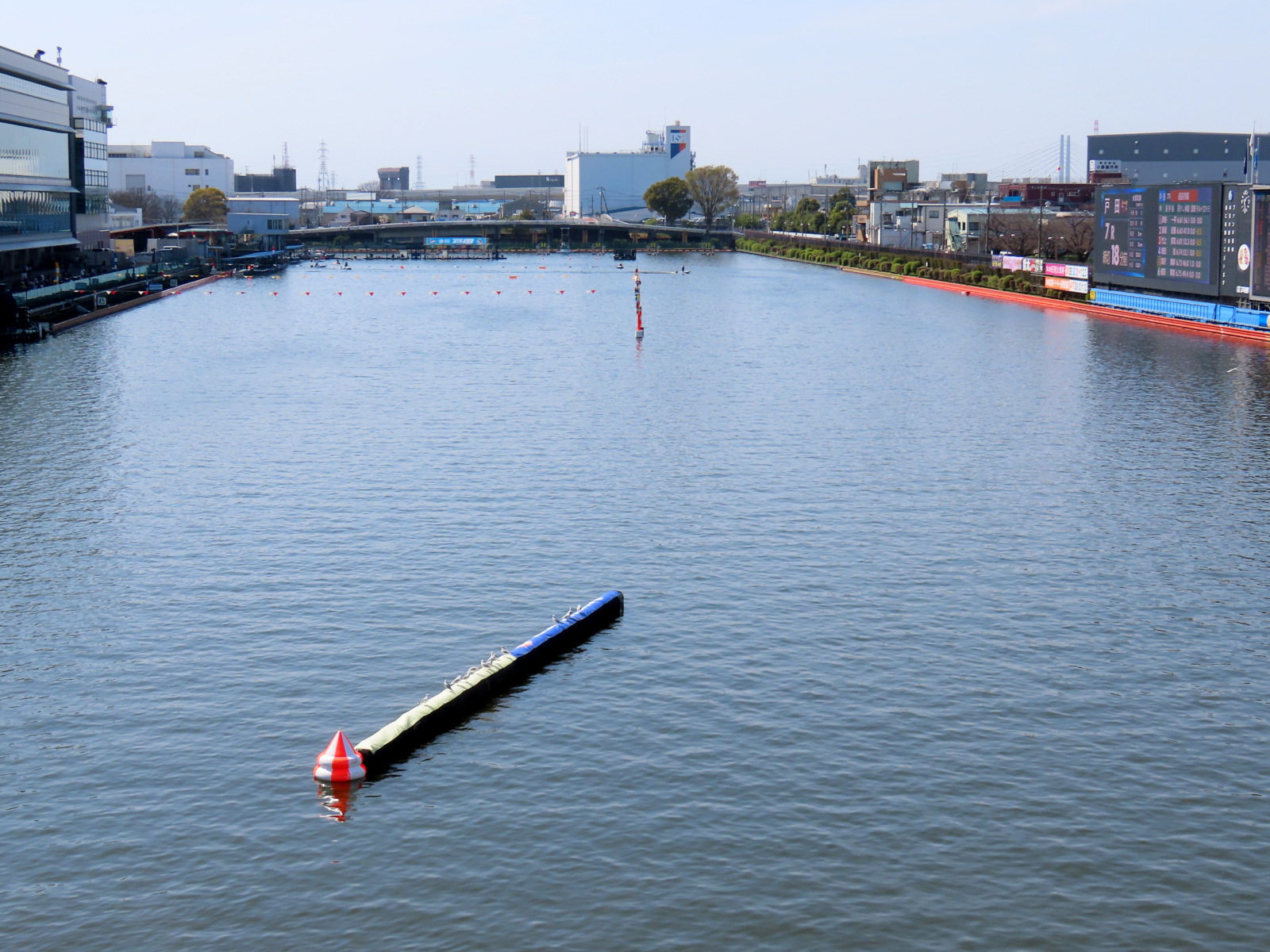
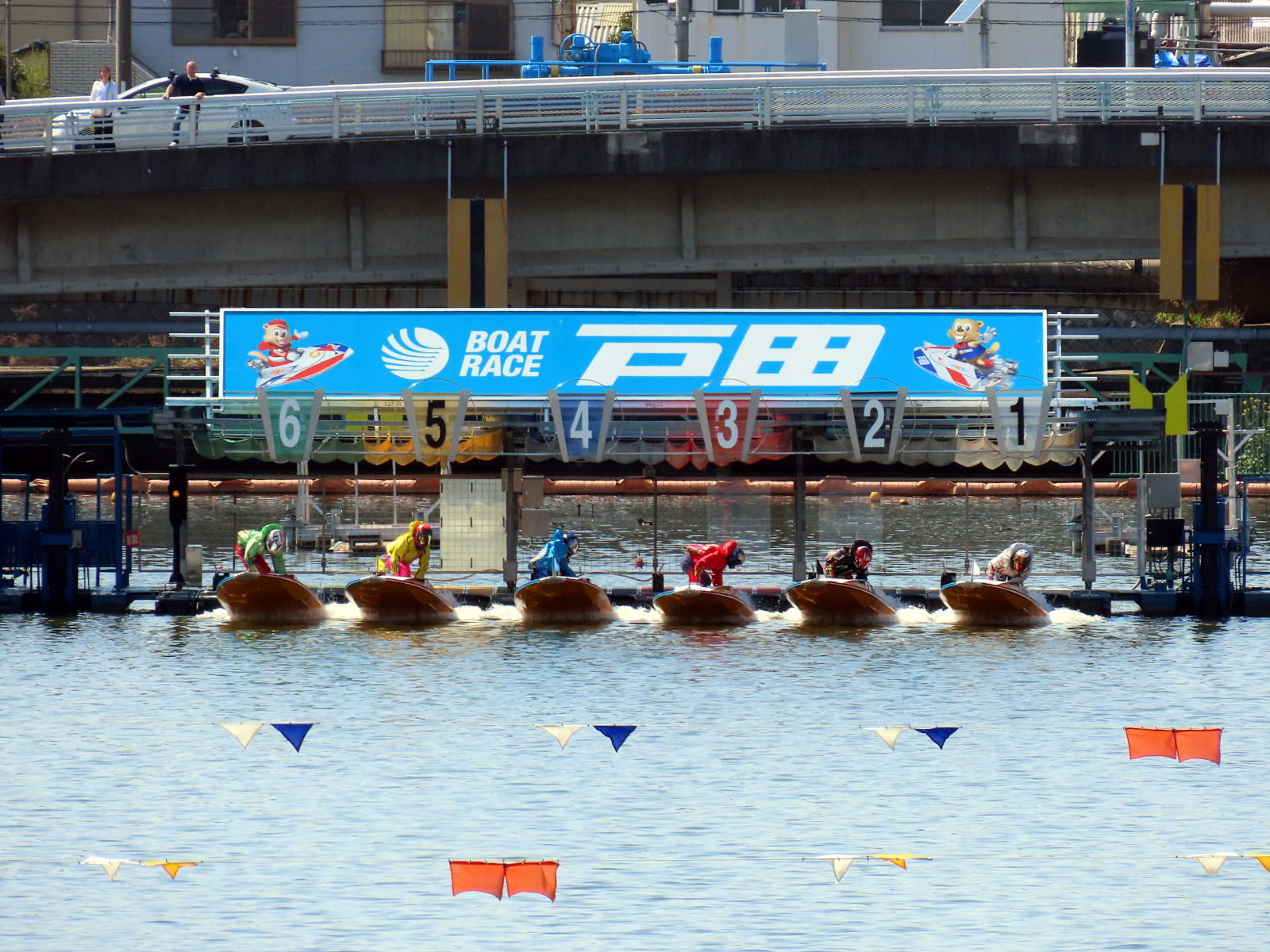
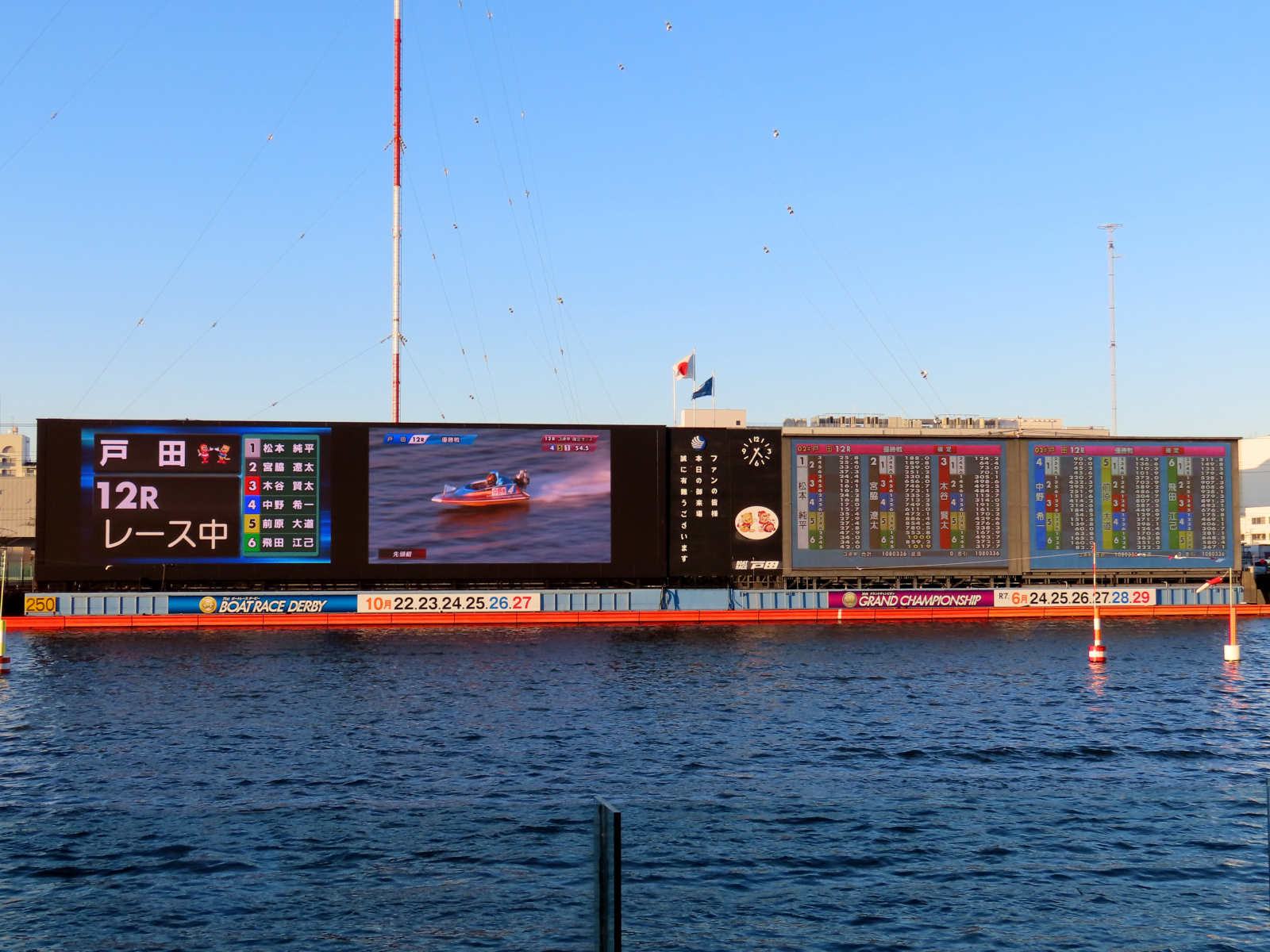

## 舟券の発売・払戻
埼玉県深谷市のボートピア岡部、久喜市のボートピア栗橋、山梨県甲斐市のミニボートピア双葉、新潟県阿賀野市のミニボートピア阿賀野、新潟市中央区のミニボートピア新潟、北海道旭川市のボートレースチケットショップ旭川で全競走の舟券を購入することが可能である。
ナイター競走の場外発売は2010年より、オーシャンカップの3日目以降に限り行っていた（2日目までと2010年の全日本選手権は本場併用の前売発売）が、2012年のモーターボート記念で初めて全日程ナイター発売を行った(女子王座決定戦は3日目以降で本場併用の前売発売)。
2011年（平成23年）2月より、関東5競艇場とボートピア岡部・栗橋・横浜・平和島との間で相互払戻を開始。現在は全国総合払戻に参加。
2017年（平成29年）2月11日より、レース場東観覧棟内に外向場外発売所「WINWINパーク戸田」がオープン。モーニングレースを含む最大8レース場96レースを発売する。ネーミングはファン公募で決まり、マスコットのウインビー、ウインクの頭文字である「WIN」と戸田公園内の施設であることから公園の英語である「PARK」からとったものである。

## 水面の特徴

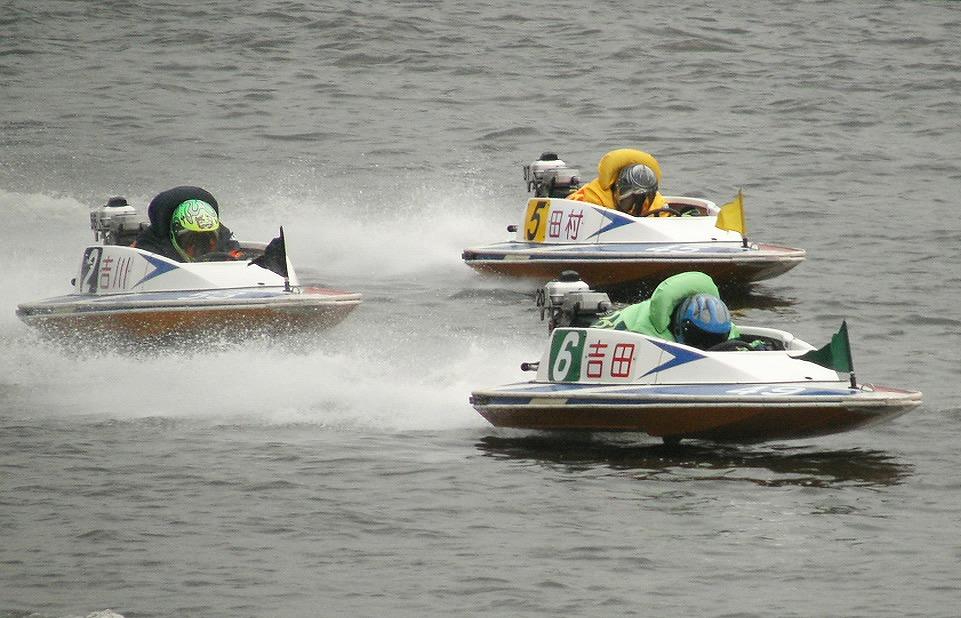
2マーク付近を競走中のモーターボート (2007年)

戸田漕艇場の西端を競走水面として使用している。荒川の北側を平行に走る淡水のプール水面で、波は一年を通して穏やかである。元々が漕艇場として人工的に開削された水面であるため、水面の横幅(107.5m)が全国の競艇場の中で最も狭い。また1マークを大きくホームストレッチ側に大きく寄せており(37m)、観客の目の前を舟が通り、舟がバックストレッチ側を通っていても水面際から非常に見やすいというメリットがある。
その一方でコースの幅が狭いため、全速旋回には不向きなコースである。狭いコースゆえ旋回性を重視し、チルトは0.5度までしか上げることができない。またボート底面のフィンは他場のものより大きい。エンジン交換は毎年7月に行っている。2015年より出力低減モーターを導入している。
イン優勢の流れの他の競艇場とは大幅に異なり、昔から全国一と言われる程、インの勝率が非常に低い事で有名であり、江戸川競艇場や平和島競艇場等と並ぶ狭隘且つ難水面のイン受難水面と言われており、2023年現在でもインコースの勝率は40%台前半程度と、全国平均と比してもかなり低い。イン逃げにはスリット同体が条件となる。3コースおよびカド位置のセンター戦が目立つ「まくり水面」であるが、チルト角度が最大+0.5までなので、6コースからの大外まくりはかなり難しい。
水面は基本的には漕艇場のものであるため、優勝戦後はターンマークなどを撤収し、水面上に浮かんでいる漕艇コースとの仕切り（自走式）を移動させ、漕艇競技者に水面を開放している。このため漕艇の大会がある時には競艇の開催を行わないこととしている。また場外発売時も水面は開放されており、対岸の大型映像装置の前を漕艇が通過する光景が見られる。
ピットの後方に笹目川から水を入れるための水門があるが、東京オリンピック以後水の入れ替えを行ったことはない。夏季にはアオコが発生するなど、水質の悪化が懸念されていたが、近年は埼玉県ボート協会と共同で池蝶貝による水質改善の研究を行っており、徐々に改善に向かっている。また競走水面内には魚が生息しているとされ、SG第71回ボートレースダービー初日の2024年10月22日には実際に巨大魚が捕獲されている。

## 主要開催競走
周年記念(GI)として戸田プリムローズが行なわれている。企業杯(GIII)の協賛企業は固定されていない。
正月には「埼玉選手権」、GWには「ウインビーカップ」、お盆には「戸田ボート大賞」という名称でオール埼玉支部選手によるレースが行われている。その他、登録15年未満の若手戦として、埼玉支部のベテラン選手であった加藤峻二の名を冠する「加藤峻二杯」が行われている。加藤が「隼」の異名を持っていたことから、加藤の引退以前は「隼杯」として行われていた。
GIII以下の全日程で第5レースは「ウインウイン5」、第7レースは「ウインウイン7」と称して本命レースが行われている。1号艇もしくは4号艇は、初日の戸田選抜もしくはそれに相当する選手、2 - 6号艇はB級選手（そのうち実力・機力で上位の選手が1人か2人）の対戦。
賞典レースのタイトルは以下の通り。
| レース名         | グレード・レース種別など                                      |
| ---------------- | ------------------------------------------------------------- |
| ドリーム戦       | SG・GIの初日最終レース                                        |
| ウインビー選抜戦 | 地元戦・新鋭・企業杯の初日最終レースおよびSG最終日の第9レース |
| ウインク選抜戦   | 女子リーグおよびオール女子の初日最終レース                    |
| 戸田選抜戦       | 一般戦の初日最終レース                                        |

## SG開催実績
1989年1月に元号が平成に切り替わってSGの総理大臣杯競走が初開催されたのは本場である。2019年5月に元号が令和に切り替わるため、2019年3月開催の第54回ボートレースクラシックは平成で最後のSG競走となった。したがって本場は元号の最初と最後にSG総理大臣杯競走を開催するという歴史的なケースとなった。また、関東地方では平和島競艇場以外で唯一賞金王決定戦（ボートレースグランプリ）競走を開催したレース場でもある。
| 年   | 競走名                               | 優勝者             | 登番               | 出身               |
| ---- | ------------------------------------ | ------------------ | ------------------ | ------------------ |
| 1966 | 第12回全国地区対抗競走               | 竹内虎次           | 899                | 岡山               |
| 1969 | 第4回総理大臣杯競走                  | 岡本義則           | 1488               | 福岡               |
| 1983 | 第29回モーターボート記念競走         | 望月重信           | 2626               | 神奈川             |
| 1988 | 第23回総理大臣杯競走                 | 彦坂郁雄           | 1515               | 千葉               |
| 1989 | 第24回総理大臣杯競走                 | 高橋博文           | 2446               | 大阪               |
| 1990 | 第37回全日本選手権競走               | 今村豊             | 2992               | 山口               |
| 1993 | 第28回総理大臣杯競走                 | 植木通彦           | 3285               | 福岡               |
| 1993 | 第40回全日本選手権競走               | 長嶺豊             | 1812               | 大阪               |
| 1994 | 第21回笹川賞競走                     | 福永達夫           | 2205               | 山口               |
| 1996 | 第11回賞金王決定戦                   | 植木通彦           | 3285               | 福岡               |
| 1999 | 第46回全日本選手権競走               | 山室展弘           | 3070               | 東京               |
| 2000 | 第47回全日本選手権競走               | 池上裕次           | 3245               | 埼玉               |
| 2003 | 第38回総理大臣杯競走                 | 西村勝             | 3589               | 埼玉               |
| 2003 | 第50回全日本選手権競走               | 山崎智也           | 3622               | 群馬               |
| 2006 | 第33回笹川賞競走                     | 山崎智也           | 3622               | 群馬               |
| 2007 | 第17回グランドチャンピオン決定戦競走 | 湯川浩司           | 4044               | 大阪               |
| 2009 | 第19回グランドチャンピオン決定戦競走 | 今垣光太郎         | 3388               | 石川               |
| 2011 | 第46回総理大臣杯競走                 | 地震のため開催中止 | 地震のため開催中止 | 地震のため開催中止 |
| 2011 | 東日本復興支援競走                   | 重野哲之           | 3995               | 静岡               |
| 2012 | 第47回総理大臣杯競走                 | 馬袋義則           | 3612               | 兵庫               |
| 2019 | 第54回ボートレースクラシック         | 吉川元浩           | 3854               | 兵庫               |
| 2024 | 第59回ボートレースクラシック         | 毒島誠             | 4238               | 群馬               |
| 2024 | 第71回ボートレースダービー           | 桐生順平           | 4444               | 福島               |
| 2025 | 第35回グランドチャンピオン           | 池田浩二           | 3941               | 愛知               |

## 不祥事
1965年（昭和40年）に関東財務局の管理地となったが、国が国有地としての登記をしておらず、埼玉県も公園用地として使用する際に国との間で必要な契約を締結していなかった。また、1982年（昭和57年）に商業利用のための建設許可を取らないまま、競艇場にオッズ盤を設置した。
このため、会計検査院は「国として土地の状況を把握し、適切に管理をする意識が欠けている」として、2024年（令和6年）10月に財務省などに対して、是正を求める事態となった。

## 埼玉支部の有名選手（登録順）
- 池上裕次
- 平石和男
- 山崎義明
- 滝沢芳行
- 後藤浩
- 西村勝
- 中澤和志
- 須藤博倫
- 桐生順平
- 黒井達矢
- 中田竜太

## アクセス

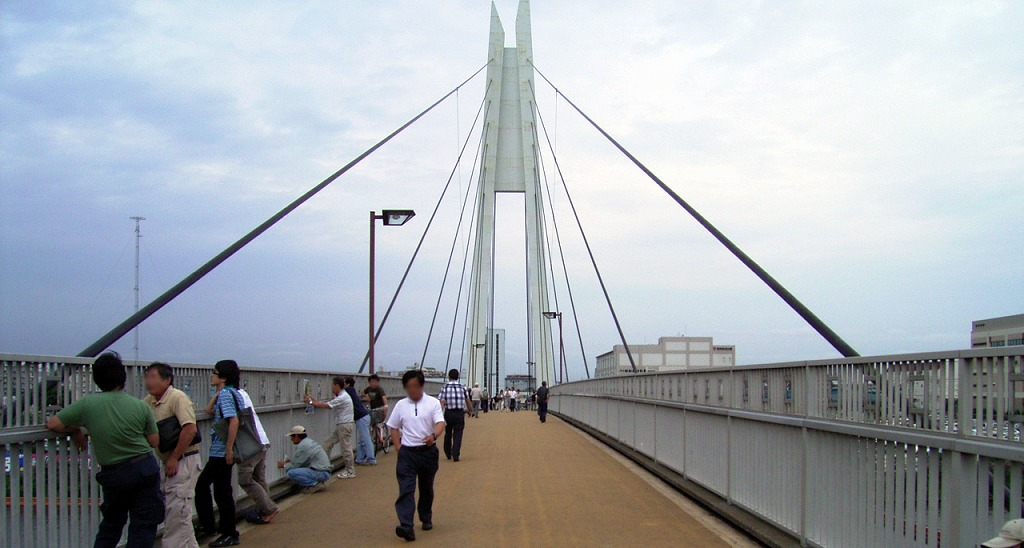
戸田公園大橋

鉄道利用の場合、戸田公園駅から無料送迎バスを利用できる。
- JR東日本埼京線戸田公園駅下車、無料送迎バス所要5分[16]。
- 無料送迎バスを利用するとバックストレッチ側にあるバスターミナルでバスを降りることになる。バスを降りた後は戸田公園大橋というつり橋で漕艇場水面を渡り、東入場門にアクセスすることになる。橋は第1ターンマークに隣接しており、橋の上から1マークの攻防を眺めることができる。

また、かつては成増駅、高島平駅、川口駅からも無料送迎バスがそれぞれ運行されていたが、新型コロナウイルス感染症の世界的流行にともない、運行休止となり、そのまま2023年1月をもって廃止された。
自動車を利用する場合は、以下の有料道路出入口が公式サイトで案内されている。
- 東京外環自動車道戸田東ICもしくは戸田西ICより5分[16]、首都高速5号池袋線の戸田南ランプより3分[16]。
  - バス乗り場隣の有料駐車場のほか、無料駐車場が周辺に多数設置されている。

## 周辺
- TBSラジオ戸田送信所
- 戸田漕艇場
- 荒川河川敷・戸田公園
- 戸田橋
- 新大宮バイパス・首都高速5号池袋線（笹目橋）